# アメリカスベリザルガイ
アメリガスベリザルガイ (学名 Laevicardium serratum)はザルガイ科の二枚貝の1種で、熱帯南北アメリカ大陸東沿岸に生息する普通の種である。

## 分布
ノースカロライナ州からブラジルにかけて。

## 形態
貝殻は丸くよくふくらみ、殻長約6cm以下。上下にやや長く、出水孔が出る後ろ側にやや膨らむ。表面は平滑でほぼ白色、内面はやや光沢がある。明瞭な側歯をもち、腹縁に鋸歯状の細かい刻みがある(種名serratumの由来)。套線は湾入しない。軟体部について、鰓は異歯類の特徴として弁鰓型。足は強くて太く、膝のように折れ曲がる。足の内部には内臓の一部があり、背側の内臓の約半分は生殖腺である。前後に閉殻筋を持つが、後側は小さい。後側に短い出水管と、吸水口をもち、その上下に外套触角が並ぶ。

## 生態
潮間帯から水深50mの砂泥底に生息する。ザルガイ科の特徴として、底面の直下に浅くもぐり、吸排水孔を海底に開き、吸入した海水を鰓で濾過して摂餌する。

## 系統分岐
アメリカスベリザルガイを含む系統分岐図の一部を一例として下に示した。Laevicardiumは複数のクレードに分散している。分布域のインド洋-西太平洋はIWPと略記した。